# Gruppi di regioni dell'Ungheria

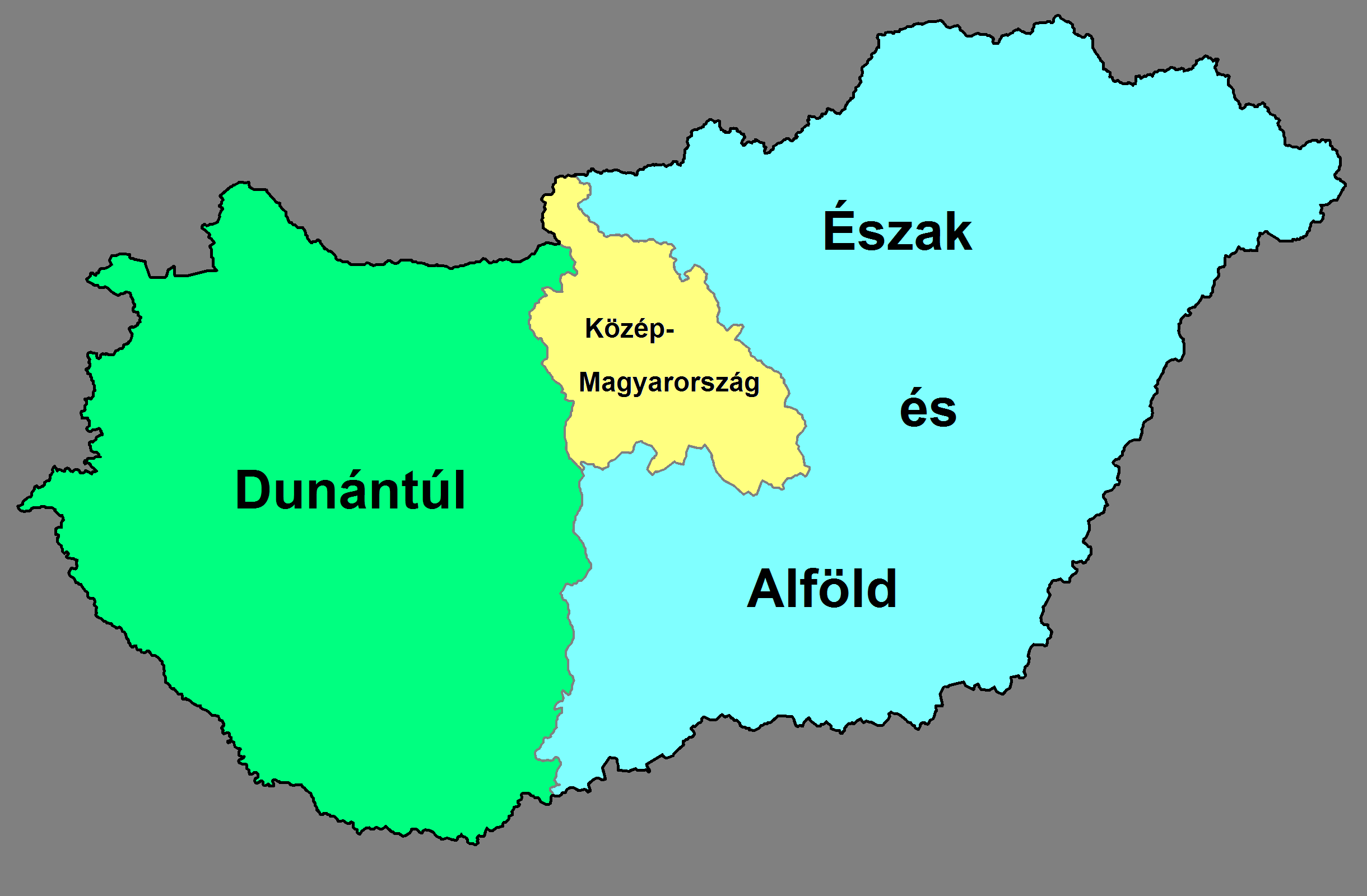
NUTS 1 in Ungheria

In Ungheria, le aree appartenenti al livello NUTS 1 sono dette gruppi di regioni (Statisztikai nagyrégiók) e non corrispondono a entità amministrative, ma si tratta di una suddivisione solo statistica. Sono sullo stesso livello dei land della Germania o di Galles, Scozia, Irlanda del Nord e regioni dell'Inghilterra nel Regno Unito.
Ciascun gruppo è formato esattamente da una o tre regioni.
| Codice | Nome                                    | Regioni corrispondenti                                                             |
| ------ | --------------------------------------- | ---------------------------------------------------------------------------------- |
| HU1    | Ungheria Centrale (Közép-Magyarország)  | Ungheria Centrale                                                                  |
| HU2    | Transdanubio (Dunántúl)                 | Transdanubio Centrale, Transdanubio Occidentale, Transdanubio Meridionale          |
| HU3    | Grande Pianura e Nord (Alföld és Észak) | Ungheria Settentrionale, Grande Pianura Settentrionale, Grande Pianura Meridionale |